# Algebraische Erweiterung
In der Algebra heißt eine Körpererweiterung {\displaystyle L/K} algebraisch, wenn jedes Element von {\displaystyle L} algebraisch über {\displaystyle K} ist, d. h., wenn jedes Element von {\displaystyle L} Nullstelle eines Polynoms mit Koeffizienten in {\displaystyle K} ist. Körpererweiterungen, die nicht algebraisch sind, also transzendente Elemente enthalten, heißen transzendent.
Zum Beispiel sind die Erweiterungen {\displaystyle \mathbb {C} /\mathbb {R} =\mathbb {R} ({\rm {i)/\mathbb {R} }}} wegen {\displaystyle {\rm {i^{2}+1=0}}} sowie {\displaystyle \mathbb {Q} ({\sqrt {2}})/\mathbb {Q} } wegen {\displaystyle {\sqrt {2}}^{2}-2=0} algebraisch, wohingegen {\displaystyle \mathbb {R} /\mathbb {Q} } transzendent ist.
Ist {\displaystyle L} ein Oberkörper von {\displaystyle K}, dann kann man {\displaystyle L} als {\displaystyle K}-Vektorraum auffassen und seine Dimension bestimmen. Diese Vektorraumdimension wird Grad der Körpererweiterung genannt. Je nachdem, ob dieser Grad endlich oder unendlich ist, nennt man auch die Körpererweiterung endlich oder unendlich. Jede transzendente Erweiterung ist unendlich, also ist jede endliche Erweiterung algebraisch.
Es gibt aber auch unendliche algebraische Erweiterungen, zum Beispiel bilden die algebraischen Zahlen eine unendliche Erweiterung von {\displaystyle \mathbb {Q} }.
Ist {\displaystyle a} algebraisch über {\displaystyle K}, dann ist der Ring {\displaystyle K[a]} aller polynomiellen Ausdrücke in {\displaystyle a} über {\displaystyle K} sogar ein Körper. {\displaystyle K[a]} ist eine endliche algebraische Erweiterung von {\displaystyle K}. Solche Erweiterungen, die durch Adjunktion eines einzigen Elements entstehen, heißen einfache Erweiterungen.
Ein Körper, der keine echte algebraische Erweiterung besitzt, ist algebraisch abgeschlossen.
Sind {\displaystyle M/L} und {\displaystyle L/K} Körpererweiterungen, so sind folgende Aussagen äquivalent:
- {\displaystyle M/K} ist algebraisch.
- {\displaystyle M/L} und {\displaystyle L/K} sind algebraisch.

## Beispiel
Mit {\displaystyle a={\sqrt {2}}+{\sqrt {3}}} ist {\displaystyle \mathbb {Q} (a)} eine algebraische Körpererweiterung über {\displaystyle \mathbb {Q} }, denn wegen
{\displaystyle a^{2}=5+2{\sqrt {6}}}
{\displaystyle a^{4}=49+20{\sqrt {6}}}
ist {\displaystyle a} Nullstelle des Polynoms
{\displaystyle x^{4}-10x^{2}+1}
und somit algebraisch über {\displaystyle \mathbb {Q} }. Da es sich um ein irreduzibles Polynom 4. Grades handelt, ist auch der Grad der Körpererweiterung {\displaystyle \mathbb {Q} (a)/\mathbb {Q} } gleich 4. Wie für jedes algebraische Element ist damit {\displaystyle \{1,a,a^{2},a^{3}\}} eine Basis von {\displaystyle \mathbb {Q} (a)} als Vektorraum über {\displaystyle \mathbb {Q} }. Eine einfachere Basis ist allerdings {\displaystyle \{1,{\sqrt {2}},{\sqrt {3}},{\sqrt {6}}\}}.